# Ceratonyx constantia
Ceratonyx constantia là một loài bướm đêm trong họ Geometridae.